# Imre Emil
Imre Emil (Csíkszereda, 1996. március 8. – ) romániai magyar gyorskorcsolyázó.

## Sportolói pályafutása
A 2009-es Danubia-sorozat hollandiai versenyén a harmadik helyen végzett korcsoportjában (ifjúsági D). 2011-ben, a csíkszeredai román (országos) rövidpályás gyorskorcsolya-bajnokságon az első helyen végez mind egyéniben (a kisifjúságiak korcsoportjában), mind pedig a felnőtt váltó tagjaként. 2013 februárjában a Brassóban (Románia) megszervezett 11. Téli Európai Ifjúsági Olimpiai Fesztiválon (EYOF) az 1500 méteres számban 6. helyezést ért el (mivel francia vetélytársa meglökte), míg az 500 méteres futamokban ezüst-, az 1000 méteresben pedig aranyérmet szerzett. Ezzel megszerezte Románia első ezüst- és aranyérmét az EYOF 1993 óta íródó történetében. A romániai sportolók a múltban összesen négy bronzéremig jutottak a kontinentális ifjúsági olimpia téli versenyein. Rá két napra, az ezt követő, 2013-as, Varsóban megszervezett Ifjúsági Rövidpályás Gyorskorcsolya Világbajnokságon 50. helyen végzett.

## Eredményei
| rendezvény                                              | helyezés | helyezés  | helyezés  | helyezés                   | helyezés       |
| rendezvény                                              | 500 m-en | 1000 m-en | 1500 m-en | 5000 m-es szuper- döntőben | összetett- ben |
| ------------------------------------------------------- | -------- | --------- | --------- | -------------------------- | -------------- |
| junior rövidpályás gyorskorcsolya vb, Olaszország, 2011 | 61.      | 44.       | 50.       | –                          | 52.            |
| rövidpályás gyorskorcsolya-Eb, Csehország, 2012         | 36.      | 39.       | 40.       | –                          | 42.            |
| junior rövidpályás gyorskorcsolya vb, Melbourne, 2012   | 40.      | 46.       | 40.       | –                          | 44.            |
| téli európai ifjúsági olimpiai fesztivál, Brassó, 2013  | 2.       | 1.        | 6.        | –                          | –              |